# Malhação (12.ª temporada)
A décima segunda temporada série de televisão brasileira Malhação, popularmente chamada de Malhação 2005, foi produzida e exibida pela Globo entre 17 de janeiro de 2005 e 13 de janeiro de 2006.
Com sinopse de Flávia Lins e Silva, foi escrita por Izabel de Oliveira e Paula Amaral, com colaboração de Alessandra Poggi, Cláudio Lisboa, João Brandão, Laura Rissin, Mariana Mesquita e Sérgio Goldenberg, com direção de Paola Pol Balloussier e Roberto Vaz, direção geral de Roberto Vaz e direção de núcleo de Ricardo Waddington.
Conta com Fernanda Vasconcellos, Thiago Rodrigues, Marco Antônio Gimenez, Joana Balaguer, Marjorie Estiano, Java Mayan, Juliana Didone e Guilherme Berenguer nos papéis principais. A canção "Te Levar", de Charlie Brown Jr., serve como tema da décima segunda temporada.

## Sinopse
Bernardo (Thiago Rodrigues) é um rapaz sonhador, que logo se encanta por Betina (Fernanda Vasconcellos). Depois de muitos encontros e desencontros, consegue se aproximar da menina e descobre mil afinidades. Os dois só se separam quando Betina precisa viajar. Ela sonha em filmar um documentário na Amazônia e, agora, tem sua chance. O que o casal não poderia imaginar é que uma simples falta de comunicação poderia ter consequências duradouras. É que Bernardo ouve um recado de Léo (Daniel Erthal), um antigo amigo de Betina, na secretária eletrônica de sua amada e fica arrasado. A menina ainda se esforça para explicar, mas Bernardo, impulsivo por natureza e irado de ciúmes, sai sem querer ouvir.
Desolado, ele dirige sua moto e atropela Jaqueline, perdendo seu celular, o que faz com que Betina viaje sem esclarecer o mal entendido. O primeiro encontro entre Jaqueline e Bernardo é meio desastroso, porém, depois deste, vem uma série de acontecimentos e eles acabam se conhecendo um pouco mais. O coração do rapaz ainda bate por Betina, mas, achando que foi traído, ele se deixa levar pela companhia agradável de Jaqueline (Joana Balaguer), que ficou perdidamente apaixonada por ele. Os dois passam a namorar e logo vem a bomba: Jaque está grávida. Na casa de Rita (Cristiana Oliveira) e Julio (Oscar Magrini) a noticia é desesperadora, já que o pai dela acabara de perder o emprego de engenheiro e começou a levar a vida como taxista. Como se não bastasse o pai da filha não tem uma relação boa, o que deixa Rita ainda mais desolada.
Bernardo tem o apoio da família, já que seu pai, Miguel (Paulo Betti), é um médico conhecido na cidade. Ele ainda é neto de Horácio (John Hebert), que depois de várias brigas e confusões que criou com Naná (Rosamaria Murtinho), passam a se entender e chegam a namorar. E juntos, Horácio e Naná querem unir os netos, já que Naná é avó de Betina. Dessa história nasce o triângulo amoroso central: duas amigas Betina e Jaqueline que se apaixonam pelo mesmo jovem, Bernardo.
Natasha (Marjorie Estiano), ex-Vagabanda, acaba se envolvendo com o irmão de Jaque, o inconsequente João (Java Mayan), e Gustavo (Guilherme Berenguer) e Letícia (Juliana Didone), depois de ficarem finalmente juntos, passam por dificuldades no relacionamento, como a descoberta de que Gustavo é diabético. Bernardo e Betina são sempre atrapalhados pelas armações de Jaque e Urubu (Marco Antônio Gimenez), que mantem um caso juntos. No fim da temporada, Betina faz as pazes com Jaque, Bernardo fica com Betina e Jaque assume seu namoro com Urubu. Paralelamente a isso, Cabeção (Sérgio Hondjakoff) acaba se juntando com uma artista circense e vai embora com ela, enquanto Pasqualete (Nuno Leal Maia) é novamente substituído por outro diretor no Colégio Múltipla Escolha.

## Núcleos

### Família Barreto
- Bernardo Barreto: Rapaz sonhador e moderno. Aluno do terceiro ano, quer cursar jornalismo e monta o site "O Plugadão" com Download e Betina. Apaixonado por ela, enfrenta um grande dilema quando descobre que Jaque espera um filho seu. Bernardo cresceu em uma família de homens, criado pelo pai e o avô e tem de amadurecer de um dia para o outro para assumir a responsabilidade de ter uma criança com apenas 18 anos. O único toque feminino em sua casa é o da babá-empregada Cida. Para investir na profissão, sua mãe se mudou para São Paulo quando ele ainda era menino.
- Miguel Barreto: Com 40 anos, é filho de Horácio e se intitula "pai solteiro" por ter criado Bernardo sozinho. Diretor geral da clínica da cidade, atende a todos com gentileza e muitas vezes acaba assediado pelas pacientes. Mas as investidas são sempre em vão, pois Miguel morre de medo de deixar que outra mulher entre em sua vida. Sofre também ao ver o filho tendo de assumir a responsabilidade de ser pai tão jovem.
- Horácio Barreto: Avô de Bernardo e pai de Miguel. Aos 62 anos, é um arquiteto aposentado e projetou a casa onde mora com o filho e o neto. Moderno, adora pintar modelos vivos escondido de todos. Alguns pensam que ele gosta de namorar jovens mulheres, mas Horácio se apaixona por Naná.
- Cida: Foi babá de Bernardo e vive com Horácio e Miguel há décadas. Sente-se dona da casa e bota para correr as mulheres que ficam atrás de seus meninos, como chama os homens da família Barreto. Alimenta secretamente também o sonho de ficar com Horácio.

### Família Sorrento
- Betina Sorrento: Aluna do segundo ano, é neta de Naná e vive na república com a avó. Gosta de ler, andar de bicicleta e jogar futebol feminino. Criativa, detesta seguir moda e cria o site "O Plugadão" com Download e Bernardo, por quem se apaixona. Quer ser cineasta e vive de câmera na mão, filmando tudo. Depois de um tempo, descobre que seu amado engravidou Jaque e luta contra seus sentimentos. Acha que o correto é Bernardo se casar e tenta namorar Léo para esquecê-lo.
- Nair Sorrento (Naná): Uma senhora bem informada. Orientadora educacional da escola, promove palestras sobre sexo, saúde e drogas e causa a maior polêmica. Ganha até adversários "puristas", como dona Vilma e Júlio César. Grande avó de todos, principalmente de Betina, sua neta verdadeira, Naná tem uma sala para conversas com os alunos e é a nova responsável pela república. Liberal, se apaixona por Horácio, mas morre de ciúmes dele, achando que sai com mulheres mais jovens.

### Família Garcia
- Jaqueline Garcia (Jaque): Filha de Rita e Júlio César. Aluna do segundo ano, é uma jovem cheia de sonhos, mas não terá uma vida fácil. Aos 18 anos, engravida, por acaso, de Bernardo e sofre muito quando percebe que ele ama Betina, sua colega de turma. Como se não bastasse a responsabilidade de ser mãe tão cedo, teme ser expulsa de casa. A relação com o pai nunca foi das melhores.
- João Garcia: Filho de Rita e Júlio César e irmão de Jaque e Juliana. Aluno do terceiro ano, é o líder dos "pitboys" e causa grandes confusões com os amigos Kiko, Urubu e Marcão. Tentará partir para cima de Bernardo quando descobrir que ele engravidou a irmã e viverá um "amor bandido" com Natasha, provando ser marrento e apaixonado.
- Julio Cesar Garcia: Homem rígido, autoritário, possessivo e ciumento. Considera-se o provedor da casa e vive com a mulher Rita e os filhos Jaque, João e Juliana. Engenheiro formado, foi demitido agora, com 44 anos, da empresa onde trabalhava. Depois de ter enviado currículo para diversas firmas sem sucesso, decidiu comprar um táxi, mas envergonha-se de seu novo ganha pão. Apesar da crise financeira, não quer que a esposa trabalhe.
- Rita Garcia: Mãe de Jaque, João e Juliana e mulher de Júlio César. É uma mulher muito humana que sempre lutou para manter a família unida. Aos 38 anos, vê seu mundo ruir quando a filha engravida: sente-se perdida e sofre com a falta de diálogo.
- Juliana Garcia: Com 11 anos, é a mais nova da família Garcia, mas faz de tudo para parecer adulta. Junto com Taty, sua melhor amiga, tenta penetrar em festas, invadir o site de Bernardo e participar da sessão de fotos do modelo Kiko. Apaixonada por Rodrigo, o professor de Educação Física da escola, vive passando batom para chegar perto dele na porta do Múltipla Escolha.

### Professores do Múltipla Escolha
- Professor de Português e diretor Pasqualete (Nuno Leal Maia)
- Professora de Geografia Sabrina (Íris Bustamante)
- Professora de Inglês Beth (Chris Couto)
- Professor de Biologia Afrânio (Charles Paraventi)
- Professor de Educação Física e Yoga Rodrigo (Nicolas Trevijano)
- Inspetora Lúcia (Tássia Camargo).

## Elenco
| Intérprete            | Personagem                               |
| --------------------- | ---------------------------------------- |
| Fernanda Vasconcellos | Betina Sorrento Moreira Lopes            |
| Thiago Rodrigues      | Bernardo Barreto                         |
| Marco Antônio Gimenez | Alexandre Camello Rivera Júnior (Urubu)  |
| Joana Balaguer        | Jaqueline Garcia Bittencourt (Jaque)     |
| Marjorie Estiano      | Natasha Ferreira                         |
| Guilherme Berenguer   | Gustavo da Costa Soares                  |
| Juliana Didone        | Letícia Gomes da Silva                   |
| Java Mayan            | João Garcia Bittencourt Mendonça         |
| Alexandre Slaviero    | Carlos Henrique Soares (Kiko)            |
| Thiara Palmieri       | Amanda Almeida Pinheiro                  |
| Daniel Erthal         | Leonardo Miranda Coelho (Léo)            |
| Wagner Santisteban    | Igor Palma (Download)                    |
| Laila Zaid            | Isabel Freitas (Bel)                     |
| Lidi Lisboa           | Aline Coimbra                            |
| Danielle Suzuki       | Miyuki Shimahara                         |
| Sérgio Hondjakoff     | Artur Malta Reymond Lopes (Cabeção)      |
| Ícaro Silva           | Rafael Monteiro (Rafa)                   |
| Fany Georguleas       | Cristina Ribeiro (Kitty)                 |
| José Loreto           | Marcolino da Silva (Marcão)              |
| Graziella Schmitt     | Viviane Reis Schneider (Vivi)            |
| Felipe Titto          | Frederico Foster (Marley)                |
| Cristiana Oliveira    | Rita Garcia Bittencourt Mendonça         |
| Oscar Magrini         | Júlio César Garcia Bittencourt Mendonça  |
| Rosamaria Murtinho    | Nair Sorrento (Naná)                     |
| Paulo Betti           | Miguel Barreto                           |
| Rocco Pitanga         | Gabriel Calmon (Rico)                    |
| John Herbert          | Horácio Barreto                          |
| Nuno Leal Maia        | Prof. Paulo Pasqualete                   |
| Chris Couto           | Profª. Beth Leão                         |
| Charles Paraventi     | Prof. Afrânio                            |
| Íris Bustamante       | Profª. Sabrina                           |
| Nicolas Trevijano     | Prof. Rodrigo                            |
| Tássia Camargo        | Lúcia Gomes da Silva                     |
| Bia Montez            | Vilma Ribeiro da Silva                   |
| Joe Wolfart           | Waldisney                                |
| Bia Junqueira         | Cida                                     |
| César Cardadeiro      | Pedro Palma                              |
| Debby Lagranha        | Tatyane Diniz (Taty)                     |
| Thaiane Maciel        | Juliana Garcia Bittencourt Mendonça (Ju) |
| Evelyn Oliveira       | Joana                                    |
| Luma Costa            | Flávia                                   |

### Participações especiais
| Intérprete            | Personagem                                     |
| --------------------- | ---------------------------------------------- |
| Eliete Cigarini       | Laura Andrade                                  |
| Cássia Linhares       | Graça Freitas (Gracinha)                       |
| Eduardo Pires         | Roberto Dias Moreira (Beto)                    |
| Eduardo Barcellos     | Kadu (filho da professora Carla)               |
| André D'Biase         | Vinicius Lemos                                 |
| Augusto Garcia        | Gabriel                                        |
| Othon Bastos          | Professor Adolfo                               |
| Sophie Charlotte      | Azaléia                                        |
| Bete Mendes           | Filó                                           |
| Xuxa Lopes            | Vanessa Ávila                                  |
| Geórgia Gomide        | Mamma Francesca                                |
| Nizo Neto             | Vicente Bruno                                  |
| Lucy Ramos            | Valeria                                        |
| Marcelo Adnet         | Boca                                           |
| Karina Dohme          | Carina                                         |
| Daniel Del Sarto      | Renzo Di Marco                                 |
| Dudu Pelizzari        | Hugo                                           |
| Sônia Lima            | Susana                                         |
| Fábio Mássimo         | Sandoval                                       |
| Mariah de Moraes      | Lulli                                          |
| Luma Costa            | Flávia                                         |
| Juliana Lohmann       | Ciça                                           |
| Ângela Correa         | Noêmi                                          |
| Thiago de Los Reyes   | Jonas                                          |
| Francisco Carvalho    | Sebastião                                      |
| Ida Gomes             | Helga                                          |
| Jaime Leibovitch      | César                                          |
| Bruno Padilha         | Mauro                                          |
| Gisela Reimann        | Marta                                          |
| Anna Cotrim           | Fabiane                                        |
| marcelo saback        | Apresentador do concurso de forró no clube     |
| André Arteche         | Joaquim / Nando                                |
| Adriano Petermann     | Julinho Babão                                  |
| Ronaldo Oliva         | Ferreira                                       |
| Beatriz Blancsak      | Liz                                            |
| Créo Kellab           | DJ Las Vegas                                   |
| Luis Strassburger     | Luís André                                     |
| Paulo Leite           | Ignácio Amaral                                 |
| Caroline Abras        | Anita                                          |
| Wagner Trindade       | Biela                                          |
| Fernando Burrão       | Mecânico no capítulo 114                       |
| Tom Junior            | Tiago Chermont                                 |
| Giselle Delaia        | Bianca                                         |
| João Antonio          | Armando Gomes                                  |
| Marco Audino          | Belchior Costa                                 |
| Renato Franco         | Julião                                         |
| Luciana Malavasi      | Kelly                                          |
| Alexandre Lemos       | Renato Amaral ( rato )                         |
| Filipe Kammer         | Roberto                                        |
| Daniela Guaraná       | Camélia                                        |
| Mara Curvo            | Beta                                           |
| Fernanda Slaviero     | Carol                                          |
| Frank Borges          | Jimmy Greco                                    |
| Juliana Vasconcelos   | Amarílis                                       |
| Júlia Lund            | Gisele                                         |
| Anita Falcão          | Raíssa                                         |
| Aline Aguiar          | Rossana                                        |
| Alexsandro Palermo    | Hélio                                          |
| Murilo Elbas          | Leonel                                         |
| Bernardo Castro Alves | Luisinho Gambá                                 |
| Thiago Oliveira       | Daniel                                         |
| Bernardo Melo Barreto | Cauã San Martin                                |
| Marcos Pitombo        | Roger Roma (Siri)                              |
| Marília Martins       | Rose da agência de modelo que Kiko faz o teste |

## Exibição
Foi exibida na íntegra pelo canal Viva de 27 de setembro de 2016 a 21 de setembro de 2017, substituindo a 11.ª temporada e sendo substituída pela 13.ª temporada.

## Trilha Sonora

### Malhação - Nacional 2005

#### Lista de faixas
| N.º            | Título                                   | Compositor(es)                                                    | Artista(s)                               | Duração |  |
| 1.             | "Já Que Você Não Me Quer Mais" (ao vivo) | James Lima                                                        | Seu Cuca                                 | 3:35    |  |
| 2.             | "Tudo Vai Mudar"                         | Rodrigo Chermont                                                  | US.4                                     | 4:14    |  |
| 3.             | "História de Amor"                       | Léo Maia                                                          | Léo Maia                                 | 5:02    |  |
| 4.             | "Só Porque Não É Bom"                    | Paula Marchesini                                                  | Brava                                    | 2:57    |  |
| 5.             | "O Amanhã"                               | Rodrigo Netto Tico Santa Cruz Renato Rocha                        | Detonautas                               | 3:26    |  |
| 6.             | "Foi Difícil"                            | Gesta Dedeco Miguel Falcon                                        | Dibob                                    | 2:46    |  |
| 7.             | "Tarde Demais"                           | Liah                                                              | Liah                                     | 3:11    |  |
| 8.             | "Régia"                                  | Toni Garrido                                                      | Cidade Negra                             | 4:11    |  |
| 9.             | "Só Mais Uma Vez"                        | C.H                                                               | B5                                       | 3:17    |  |
| 10.            | "Mundo Escuro" ("Barco a Vênus")         | André Ignácio Cano Don Gabriel ( vers. ) Keila Boaventura (vers.) | K-SIS                                    | 2:44    |  |
| 11.            | "Te Procuro"                             | Bianca Jhordão Rodrigo Brandão                                    | Leela                                    | 3:04    |  |
| 12.            | "Deixa Rolar"                            | Gabriel O Pensador Itaal Shur                                     | Gabriel O Pensador com part. de Negra Li | 4:20    |  |
| 13.            | "So Easy"                                | Alexandre Castilho André Aquino Victor Pozas                      | Marjorie Estiano                         | 3:58    |  |
| 14.            | "Papo de Surdo e Mudo"                   | Marcos Lobato Lauro Farias Xandão Marcelo Lobato Marcelo Falcão   | O Rappa                                  | 5:35    |  |
| Duração total: | Duração total:                           | Duração total:                                                    | Duração total:                           | 52:46   |  |

### Malhação - Internacional 2005

#### Lista de faixas
| N.º            | Título                           | Compositor(es)                                                                   | Artista(s)                                      | Duração |  |
| 1.             | "The Killer's Song" (Radio Edit) | Alfonso Rocio Carolina Mateus Raf Marchesini Bernard Herrmann                    | Carolina Márquez                                | 3:44    |  |
| 2.             | "Get Right"                      | Rich Harrison James Brown                                                        | Jennifer Lopez                                  | 3:45    |  |
| 3.             | "Welcome to My Life"             | Pierre Bouvier Chuck Comeau                                                      | Simple Plan                                     | 3:23    |  |
| 4.             | "Let Me Go"                      | Brad Arnold Matt Roberts Todd Harrell Chris Henderson                            | 3 Doors Down                                    | 3:53    |  |
| 5.             | "Since U Been Gone"              | Max Martin Lukasz Gottwald                                                       | Kelly Clarkson                                  | 3:08    |  |
| 6.             | "She Will Be Loved"              | Adam Levine James Valentine                                                      | Maroon 5                                        | 4:16    |  |
| 7.             | "Hey Now"                        | Toby McKeehan Cary Barlowe Jamie Moore Stacy Jones                               | Tobymac com part. de Coffee                     | 3:45    |  |
| 8.             | "Balla Baby"                     | Chingy Keith McMasters                                                           | Chingy                                          | 3:34    |  |
| 9.             | "Lose Control"                   | Melissa Elliott Ciara Harris Isaac Freeman                                       | Missy Elliot com part. de Ciara e Fat Man Scoop | 3:47    |  |
| 10.            | "Y-Not" (Radio Edit)             | Antonio Spirovski Christian Møller Nielsen Esben Iversen Henrik Nørbach A. Rahim | Y-Not                                           | 3:28    |  |
| 11.            | "Bad Day"                        | Daniel Powter                                                                    | Daniel Powter                                   | 3:53    |  |
| 12.            | "Change of Seasons"              | Marisa Niparts Alberto Vaz                                                       | Marisa Niparts                                  | 4:12    |  |
| 13.            | "We're Not Gonna Take It"        | Dee Snider                                                                       | Daytona                                         | 3:41    |  |
| 14.            | "Somebody Told Me"               | Brandon Flowers Mark Stoermer Dave Keuning Ronnie Vannucci Jr.                   | Stereo Bros.                                    | 4:17    |  |
| 15.            | "U Got The Luv"                  | T. Walker                                                                        | Soulfunkers                                     | 3:33    |  |
| 16.            | "Funkest Funker"                 | Nani Hitz                                                                        | Hitz com part. de Angelo Boy e Karyn Kristina   | 2:49    |  |
| Duração total: | Duração total:                   | Duração total:                                                                   | Duração total:                                  | 59:08   |  |